# Perisama
Perisama är ett släkte av fjärilar. Perisama ingår i familjen praktfjärilar.

## Bildgalleri

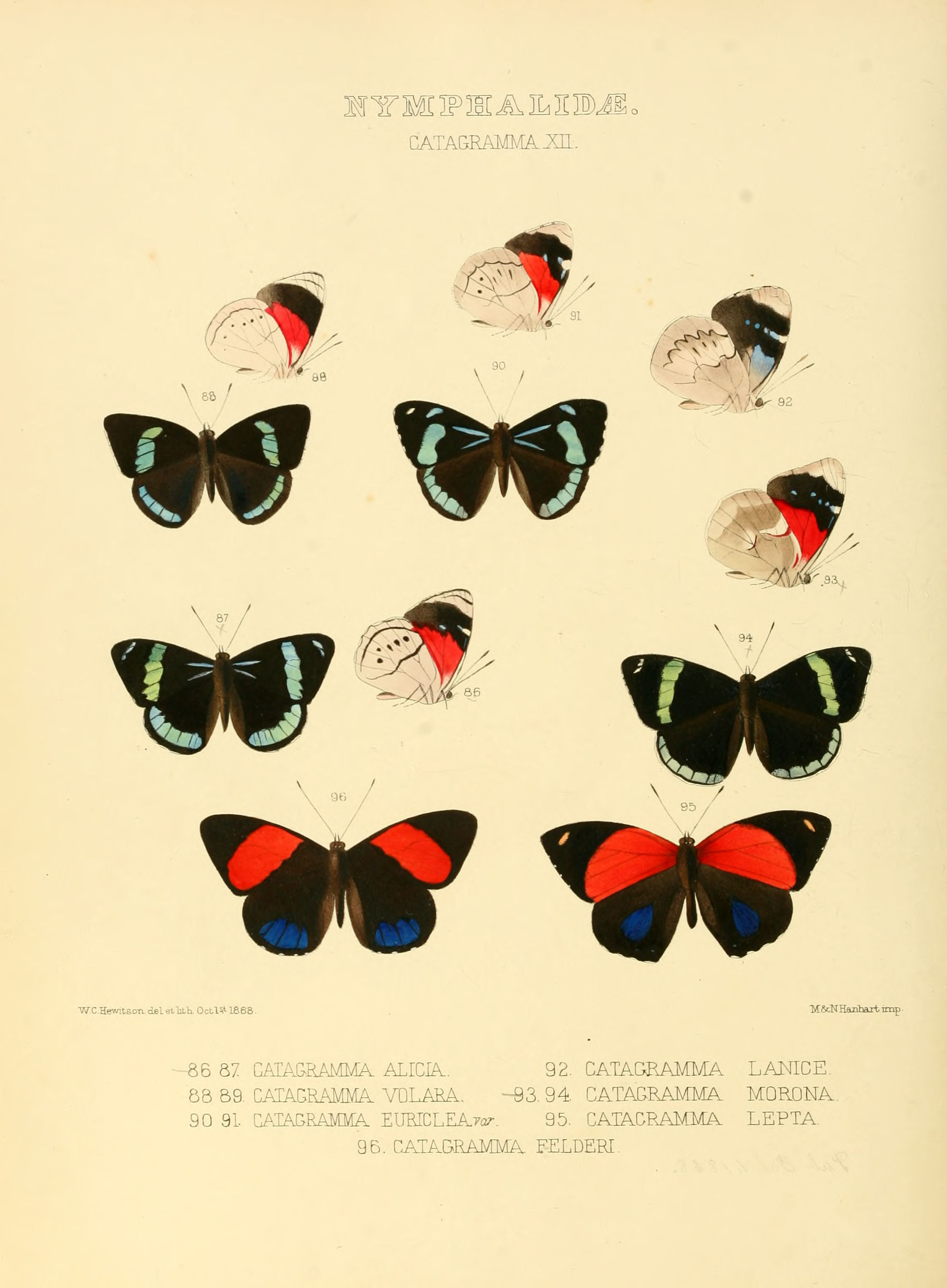
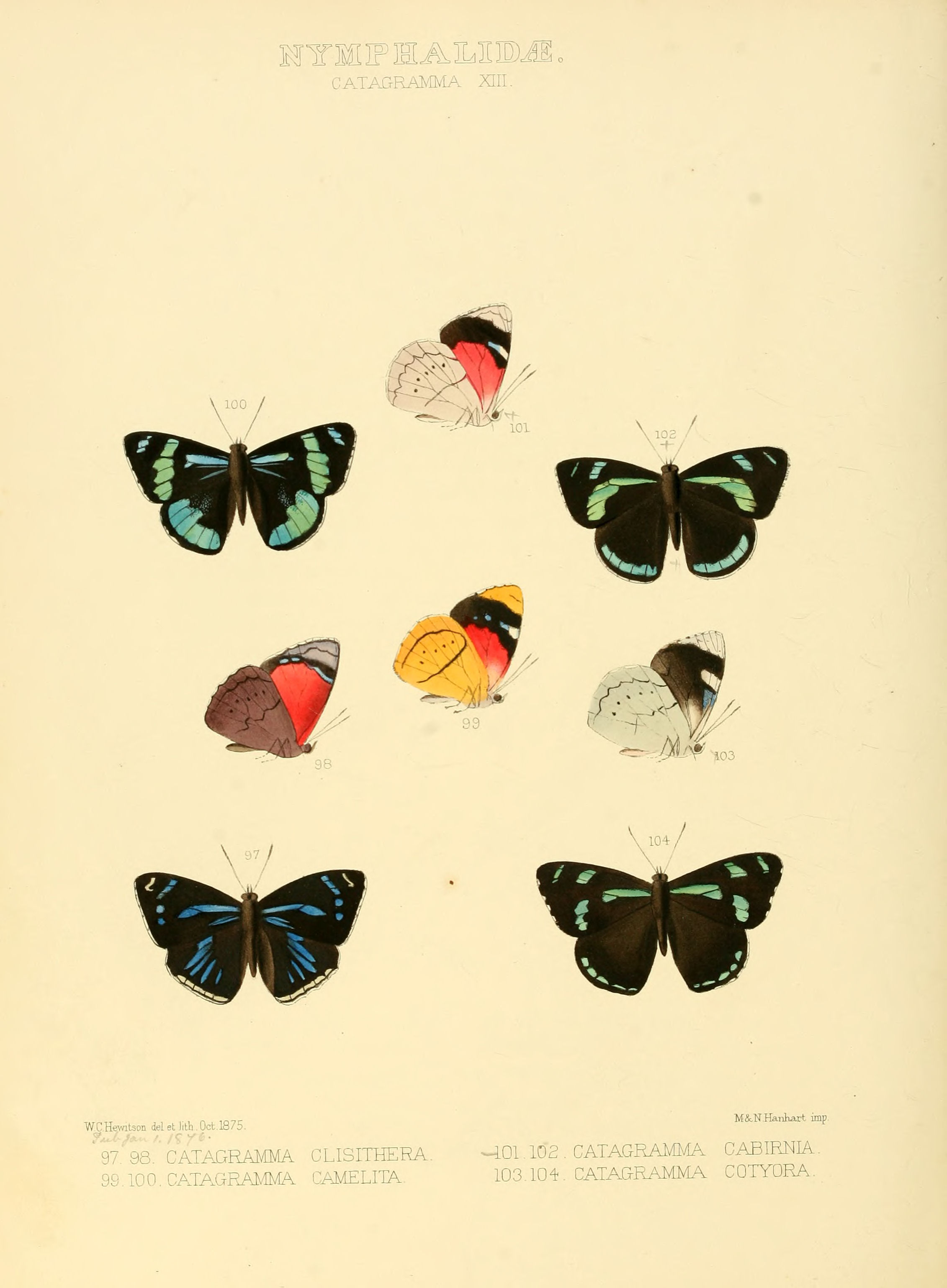
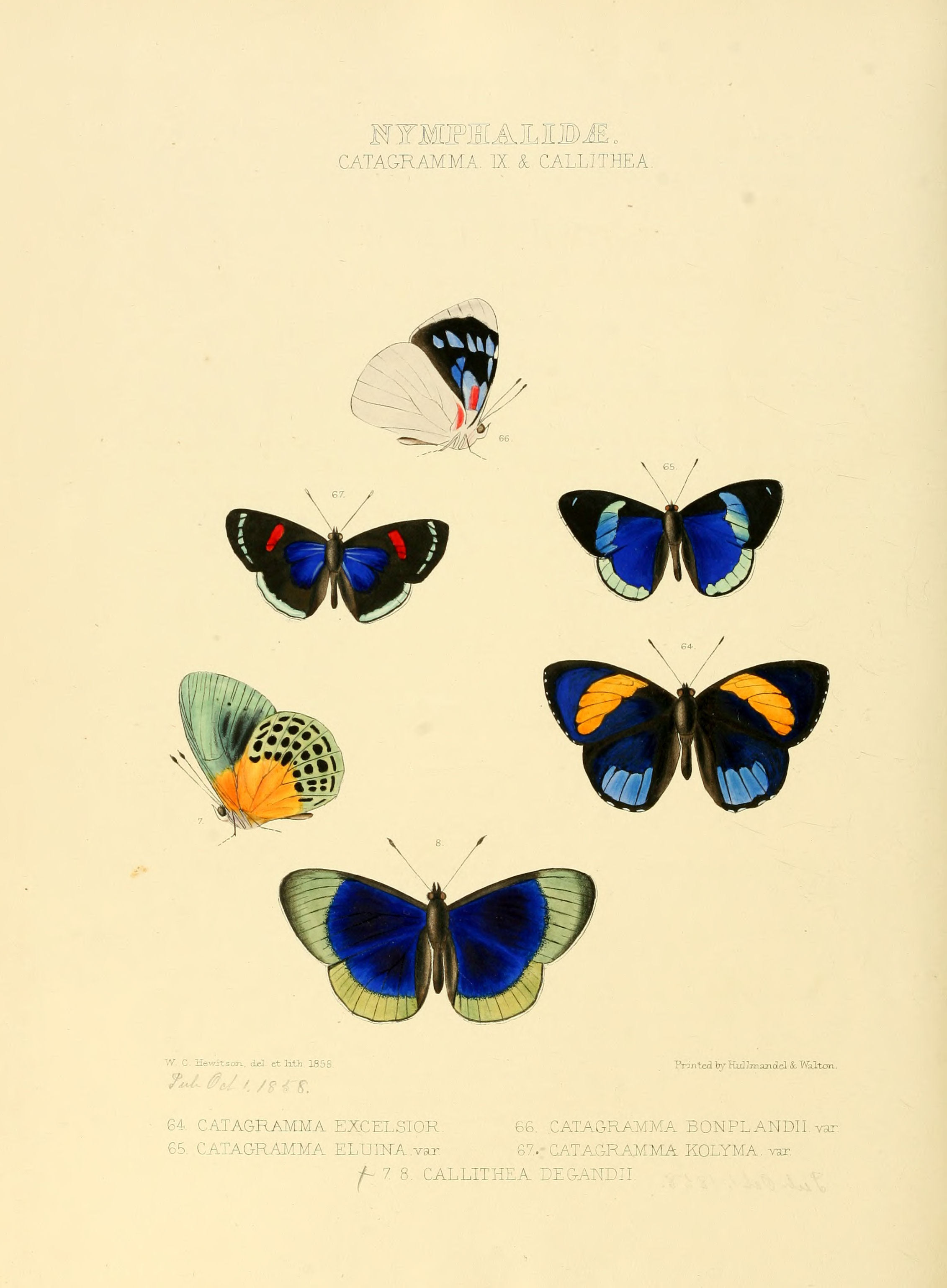
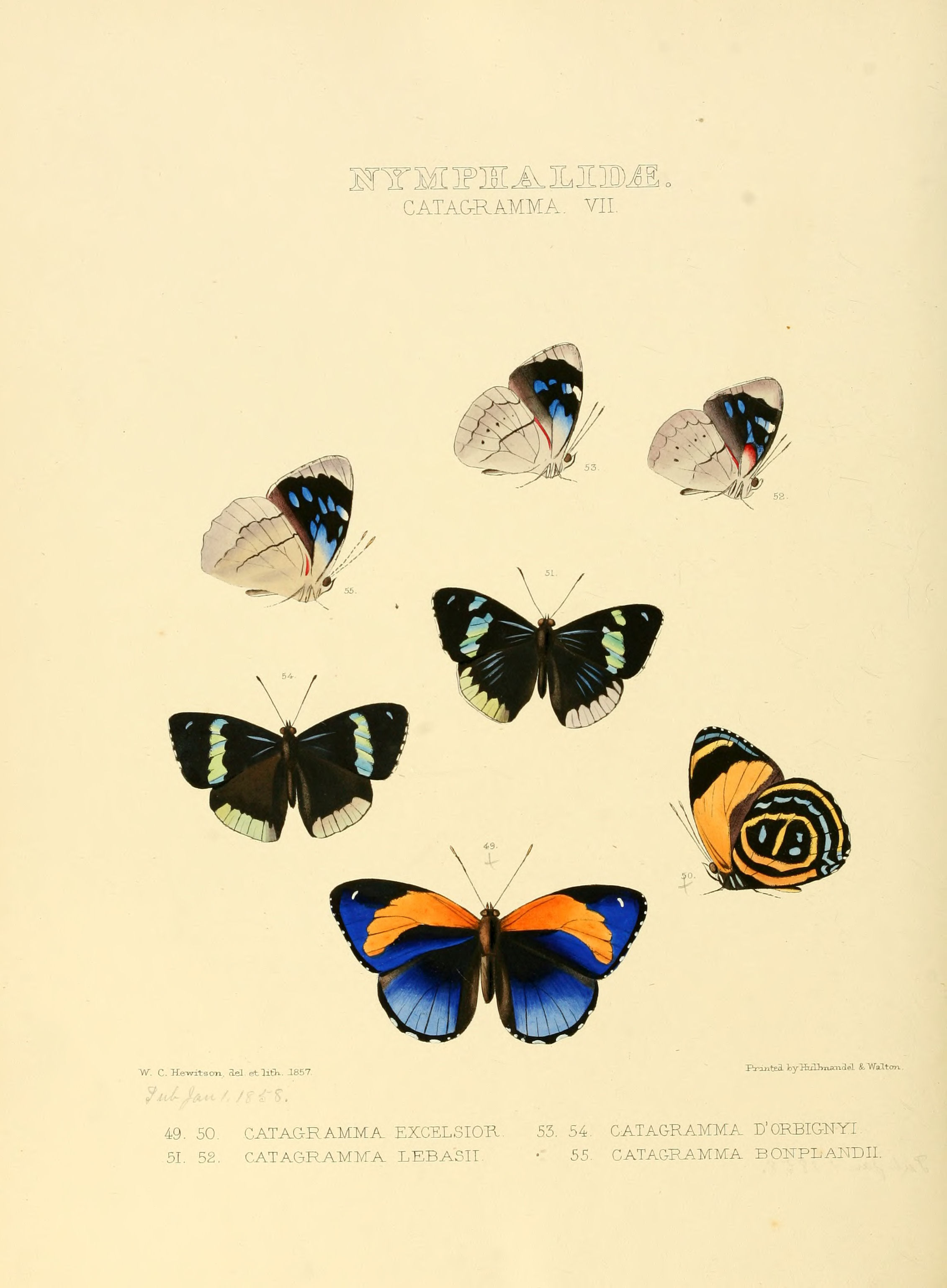
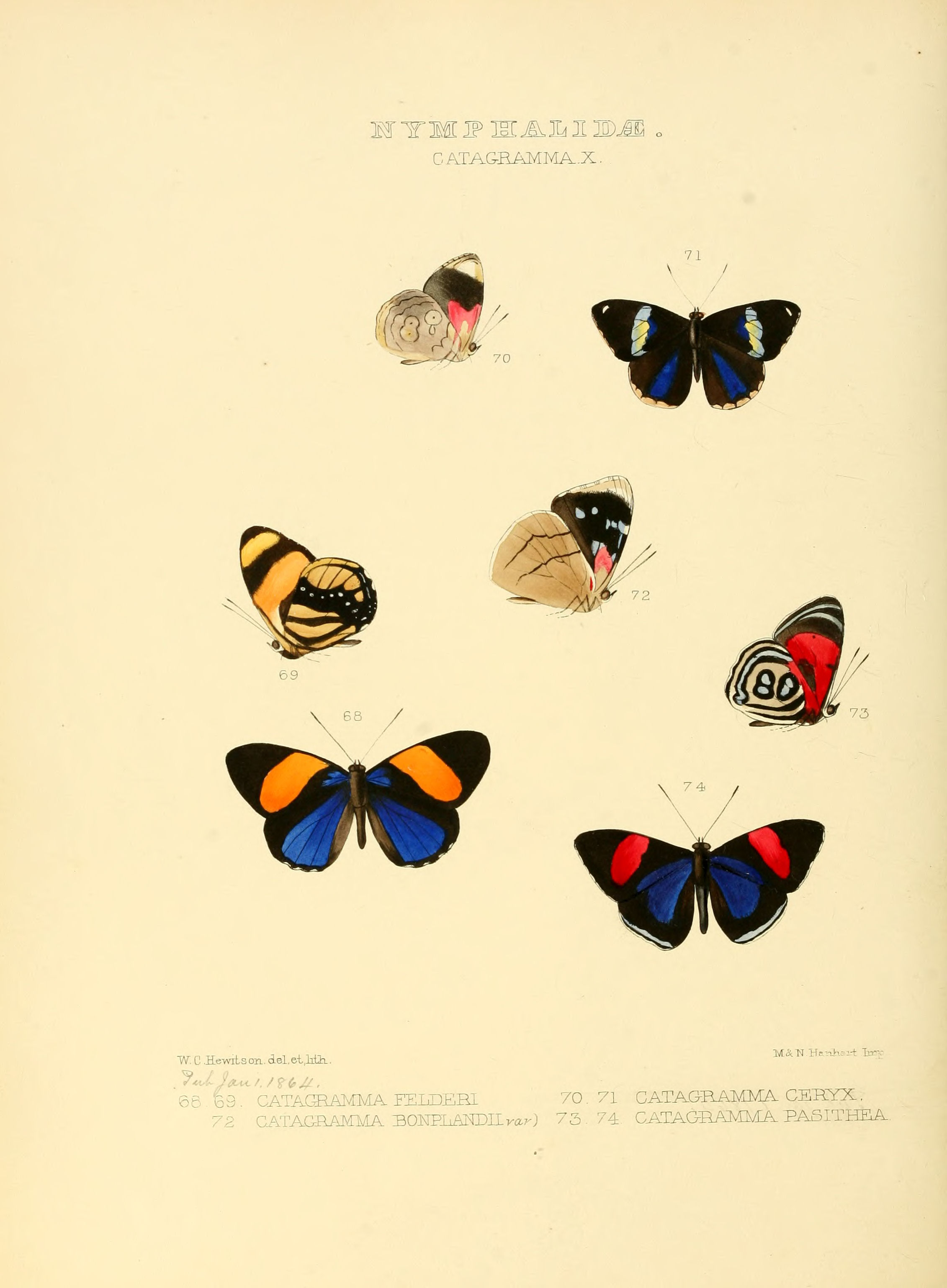
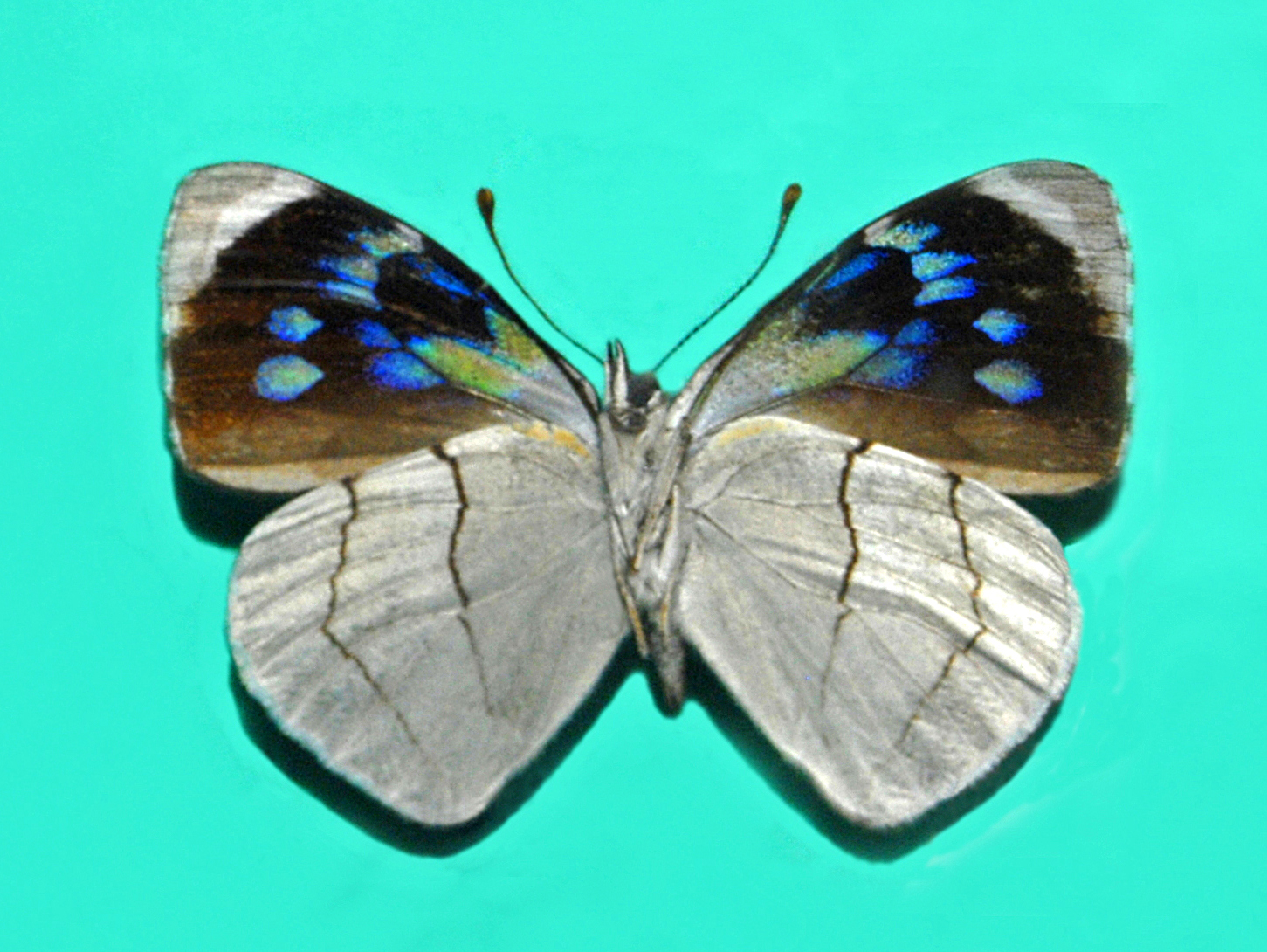

## Dottertaxa tillPerisama, i alfabetisk ordning[1]
- Perisama aenea
- Perisama aisepus
- Perisama albipennis
- Perisama alia
- Perisama alicia
- Perisama amalia
- Perisama amhatensis
- Perisama arhoda
- Perisama aristoteles
- Perisama astuta
- Perisama barnesi
- Perisama beckeri
- Perisama bertha
- Perisama boliviana
- Perisama bonplandii
- Perisama bouchieri
- Perisama cabirnia
- Perisama calamis
- Perisama camelita
- Perisama campaspe
- Perisama canoma
- Perisama cardases
- Perisama cecidas
- Perisama cecidina
- Perisama chaseba
- Perisama clisithera
- Perisama cloelia
- Perisama comnena
- Perisama cotyora
- Perisama davidi
- Perisama demata
- Perisama derufata
- Perisama diotima
- Perisama divergens
- Perisama d'orbignyi
- Perisama eliodora
- Perisama eminens
- Perisama emma
- Perisama equatorialis
- Perisama erebina
- Perisama euriclea
- Perisama exuberans
- Perisama fassli
- Perisama gisco
- Perisama goeringi
- Perisama gonalia
- Perisama guérini
- Perisama hahneli
- Perisama hazarma
- Perisama henrica
- Perisama hewitsoni
- Perisama hewitsonii
- Perisama hilara
- Perisama humboldtii
- Perisama ilia
- Perisama imitator
- Perisama inconspicua
- Perisama intermedia
- Perisama iphigenia
- Perisama johannes
- Perisama jurinei
- Perisama lanice
- Perisama laxis
- Perisama lebasii
- Perisama lineata
- Perisama lucrezia
- Perisama malvina
- Perisama manizalensis
- Perisama marginepunctata
- Perisama melini
- Perisama meridionalis
- Perisama mexicana
- Perisama mola
- Perisama morona
- Perisama moronina
- Perisama negrina
- Perisama nyctimene
- Perisama ochracea
- Perisama ochreipennis
- Perisama oppeliana
- Perisama oppelii
- Perisama ouma
- Perisama parabomplandii
- Perisama paralicia
- Perisama patara
- Perisama paula
- Perisama philiatra
- Perisama philinus
- Perisama picteti
- Perisama plistia
- Perisama priene
- Perisama pseudolebasi
- Perisama refulgens
- Perisama rhodoptera
- Perisama rubrobasalis
- Perisama rusea
- Perisama saussurei
- Perisama saussurii
- Perisama sinerubra
- Perisama sinuatolinea
- Perisama tabaconas
- Perisama thryoessa
- Perisama transiens
- Perisama tringa
- Perisama tristis
- Perisama tristrigosa
- Perisama tryphena
- Perisama typhania
- Perisama ultramarina
- Perisama unicolor
- Perisama vaninka
- Perisama venezuelana
- Perisama vestina
- Perisama whitelyi
- Perisama vichada
- Perisama viridinota
- Perisama vitringa
- Perisama volara
- Perisama xanthica
- Perisama xenoclea
- Perisama xynites
- Perisama yeba
- Perisama yebina
- Perisama yurapa
- Perisama zurita
- Perisama zyxata